# Josefina San Miguel Vicuña
Josefina San Miguel Vicuña (Sestao, País Basc, 1965) és una advocada i política basca.

## Biografia
Va obtenir la llicenciatura en Dret a la Universitat de Deusto. Posteriorment va obtenir un màster en direcció i administració d'empreses (MBA) també a la Universitat de Deusto. Des de llavors ha exercit com a advocada. És col·legiada del Col·legi de l'Advocacia de Biscaia.
Entre el 2007 i el 2019 va ser regidora de l'Ajuntament de Sestao. A la legislatura 2015-2019 de l'Ajuntament, San Miguel va ser nomenada membre del Govern Local, com a regidora delegada d'Urbanisme, Habitatge, Serveis i Medi Ambient, a l'equip de govern de l'alcalde Josu Bergara.
Des de l'any 2017, San Miguel és consellera del consell rector de la cooperativa Asti Leku S. Coop. (gestora d'Asti Leku Ikastola) i des de l'any 2021 és vicepresidenta del consell rector.
Al març de 2025 San Miguel va tornar a l'Ajuntament de Sestao com a regidora, després de la renúncia d'una de les regidores de la corporació. A més, el maig del 2025 va ser nomenada membre del Govern Local, com a regidora delegada d'Urbanisme, Habitatge, Medi Ambient i Indústria, a l'equip de govern de l'alcalde Gorka Álvarez.

## Vida personal
Actualment resideix a Sestao (Biscaia).